# Omoserina O-succiniltransferasi
La omoserina O-succiniltransferasi è un enzima appartenente alla classe delle transferasi, che catalizza la seguente reazione:
succinil-CoA + L-omoserina ⇄ CoA + O-succinil-L-omoserina